# BBC Asian Network
BBC Asian Network è un'emittente radiofonica pubblica britannica dedicata alla trasmissione di musica, notizie, intrattenimento e programmi culturali dedicati all'Asia. La musica e le notizie sono pensate per le comunità del Sud-Est asiatico presenti nelle principali città del Paese.
I centri di produzione sono a Birmingham, Leicester e Londra (Television Centre & Yalding House). La radio "genitrice" è BBC Radio 1 a Yalding House; essa è parte della divisione BBC Audio and Music.
BBC Asian Network trasmette principalmente in inglese, but vi sono programmi anche in Hindi/Urdu, Punjabi, Bengali, Gujurati e Mirpuri.
Tra i programmi autoprodotti sono noti la commedia "Silver Street" ed i documentari "Asian Network Reports".
Durante l'estate 2009, sono stati dedicati programmi parte integrante di "Summer Of Melas".
Il 26 febbraio 2010 è stata proposta la chiusura del canale in nome del risparmio, proposta confermata il 2 marzo dello stesso anno.

## Storia

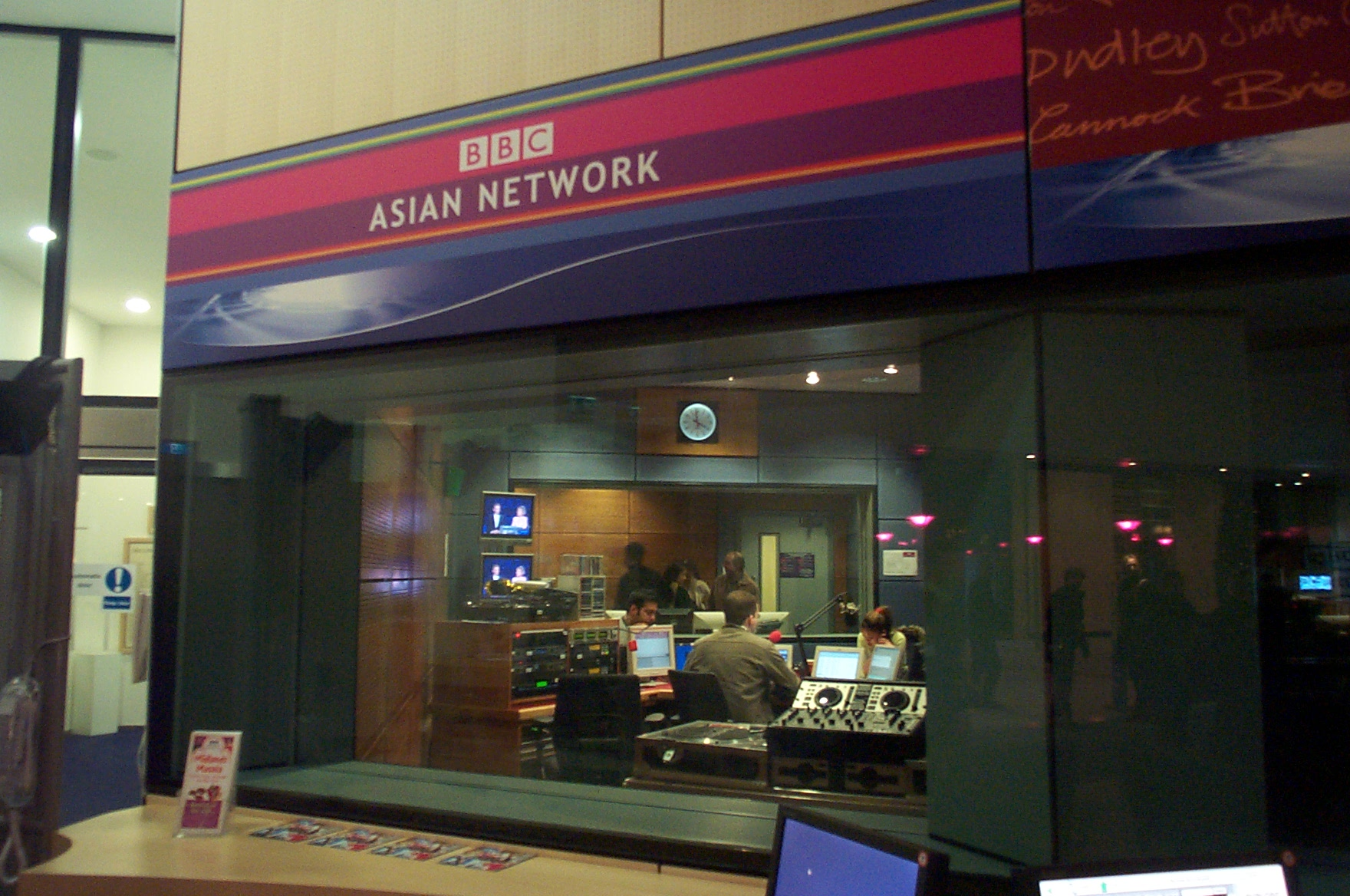
Studi di BBC Asian Network al centro commerciale The Mailbox a Birmingham.

### Origini
L'ente televisivo della BBC ha trasmesso un programma di news asiatiche, Nai Zindagi Naya Jeevan, dal 1968 dai suoi studi di Birmingham. Sin dagli albori, il programma ha seguito una linea che prevedeva l'accostamento di notizie d'attualità a quelle più di stampo tradizionalistico e folkloristico.
Nel 1977 BBC Radio Leicester, in risposta all'aumento della popolazione d'origine sud-est asiatica a Leicester, inizia a trasmettere uno show quotidiano pensato principalmente alla comunità cittadina. La sua popolarità è stata notevole, oltre ogni pronostico; s'è arrivato al picco del 67% della comunità sud-est asiatica di Leicester che ascoltava il programma. Nel 1979, BBC WM, la stazione locale BBC per le West Midlands, hanno seguito l'esempio di Leicester ed hanno inserito nel palinsesto un programma similare.
Nel 1988 è stato deciso di trasmettere programmi dedicati alla popolazione del Sud-Est asiatico in comune nelle Midlands, sulle frequenze AM di Radio Leicester e BBC WM, ed il 30 ottobre 1988 è stato lanciato il programma The Asian Network su BBC West Midlands e BBC Radio Leicester con trasmissioni complessivi di 70 ore per settimana.
Nel 1996 l'emittente è stata rilanciata con il nome di 'The BBC Asian Network con una propria frequenza in AM nelle Midlands.

### BBC Asian Network diventa un'emittente nazionale
Nel 2000, la visione delle trasmissioni cambia, diventando da servire una comunità locale d'immigrati ad una nazionale, e la radio è divenuta un network nazionale lunedì 28 ottobre 2002, con l'inaugurazione delle trasmissioni in tecnologia DAB.
Nel gennaio del 2006, la BBC ha annunciato che avrebbe investito un miliardo di sterline in più per BBC Asian Network, ed aumentato il numero d'impiegati a tempo pieno del 30% per rendere le trasmissioni per immigrati una produzione stabile nel parco programmi dell'emittente. La gestione internazionale del canale cambia con Bob Shennan, in precedenza direttore di BBC Radio 5Live, divenendo direttore della radio, con un nuovo direttore di testata, Husain Husaini (in precedenza giornalista di BBC Five Live), il direttore musicale Mark Strippel Markie Mark (dj asiatico molto rispettato ed in precedenza membro del Punjabi Hit Squad) ed il direttore di netowork Mike Curtis (in precedenza capo delle sezioni Notizie e Sport della radio).

### Cambi programmazione nel 2006
Nell'aprile del 2006 sono stati decisi dei cambi di palinsesto, con effetto dal 14 maggio successivo, ed il 21 maggio sono stati decisi dei cambi di palinsesto per il fine settimana che hanno avuto effetto dal 17 giugno successivo.

### Cambio del simbolo
Nell'agosto del 2007, Asian Network assume un nuovo logo, parte del cambio di marchio di tutte le stazioni BBC.
Nel 2009, v'è stato un ulteriore cambio di marchio, per mettere in evidenza la parola Asian e dare al logo un aspetto asiatico.

### Management 2009
- Direttore capo di Radio 1, 1Xtra, Asian Network e BBC Switch; Andy Parfitt.
- Direttore di Asian Network: Vijay Sharma
- Direttore dei Programmi: Husain Husaini
- Manager del Network: Mike Curtis.
- Direttore musicale: Mark Strippel.
- Direttore dell'Informazione: Kevin Silverton

## Programmi e presentatori
Il palinsesto di BBC Asian Network presenta generalmente programmi cadenziati regolarmente in inglese e nelle lingue del Sud-Est asiatico. Molti programmi assumono il nome del loro conduttore.

### Programmi con lo stesso nome del loro conduttore
- Nikki Bedi (A metà mattinata nei giorni feriali).
- Jas Rao
- Nihal (Programma di interventi telefonici in orario di pranzo)
- Adil Ray (La mattina presto, in orario di colazione).
- Friction (Il programma musicale simbolo della radio)
- Tommy Sandhu (Programma mattutino del fine settimana).
- Murtz (Programma di richieste)
- Panjabi Hit Squad (Programma che trasmette musica Hip-Hop, R'n'B, House, Bhangra e Bollywood il sabato dalle 17)
- Noreen Khan with The Chart Show (Programma settimanale che trasmette le canzoni asiatiche del momento, decise dallo staff della radio)
- Waqas Saeed (Tutti i giorni lavorativi dalle 5 del mattino)

### Altri programmi
- Love Bollywood - Ogni sabato e domenica, condotto da Raj & Pablo, trasmette notizie varie riguardo Bollywood.
- Music Programmes on the BBC Asian Network – Musica in inglese ed in altre lingue del Sud-Est asiatico, di vari generi.
- Programmi regionali in Mirpuri, lingua bengalese, lingua gujarati, lingua punjabi, Hindi ed Urdu.
- Devotional Music nei giorni feriali in varie lingue e Devotional Sounds – Islam/Hindu/Sikh nei fine settimana in varie lingue.
- Silver Street
- BBC Asian Network - Special News Reports
- Electro East with Nerm – Drum & Bass, Dubstep, Electro & Breaks con una tinta asiatica ogni sabato notte dalla mezzanotte alle 2.
- Pathaan's Musical Rickshaw – World Electronica, musica classica asiatica e Global Basslines ogni sabato notte dalle 2 alle 4.
- Mic Check with Kan D Man & Limelight - Grime, Funky House, Hip-Hop ed un punto di partenza per futuri mc's asiatici; in onda ogni sabato sera dalle 22 a mezzanotte.
- DJ Kayper – Hip-Hop, Desi Beats e grandi ospiti; ogni venerdì sera dalle 22 all'1 del mattino.

### Attuale staff dei programmi

#### Presentatori
- Adil Ray
- Ameet Chana
- Anwarul Hoque
- Ashwini Malhi
- Bobby Friction
- Changis Raja
- Dev Parmar
- Dipps Bhamrah
- DJ Kayper
- Gagan Grewal
- Kanwal Qazi
- Neelu Kalsi
- Nerm
- Nihal
- Nikki Bedi
- Noreen Khan
- Pathaan
- Panjabi Hit Squad
- Raj & Pablo
- Jas Rao
- Ravinder Kundra
- Rozina Sini
- Sanjay Sharma
- Shawkat Hashmi
- Sonia Deol
- Tommy Sandhu
- Zarina Khan

#### Reporter
- Sanjiv Buttoo
- Deepak Patel
- Nikesh Rughani
- Gurvinder Aujla
- Audrey Dias
- Nasser Hanif
- Rahila Bano
- Maimuna Kazi
- Sabina Alderwish
- Suki Padda
- Rahul Tandon
- Adam Pasternicki
- Ben Marshall
- Mayur Bhanji

### Presentatori passati
- Sameena Ali-Khan
- Mike Allbut – precedentemente presentatore T20 e del programma di metà mattinata del sabato.
- Navinder Bhogal
- Amanda Hussain
- Aasmah Mir – noto come conduttore del radiogiornale di BBC Radio 5 Live e presentatore e curatore di rubrica del Sunday Herald; inoltre, ha coperto per 2 settimane lo spazio mancante dello show di Sonia Deol nell'aprile 2006 durante il cambio di palinsesto ed ha condotto anche il BBC Asian Network Report Archiviato il 23 febbraio 2009 in Internet Archive. in passato.
- Meera Trevedi
- Anita Rani

### Programmi passati
- Film Cafe ogni sabato, che consisteva in notizie sui film presentate da Raj & Pablo, rimpiazzato dal nuovo programma di quattro ore Love Bollywood nella primavera del 2007.
- Amanda Hussein, che consisteva in notizie, musica ed intrattenimento da Amanda Hussein, che rimpiazzò Weekend Breakfast da lei condotto (inizialmente chiamato Hot Breakfast che fu condotto, in successione, da by Nikki Bedi, Anita Rani ed infine Tazeen Ahmad).